# Thiru Eadu Vasippu
Thiru Eadu Vasippu es un festival celebrado en los centros de adoración ayyavazhi. Se celebra durante tres, cinco, siete, diez o diecisiete días al año. Durante estos días se canta la escritura sagrada ayyavazhi, el Akilattirattu Ammanai. En Swamithoppepathi, el centro de los ayyavazhi, empieza el tercer viernes del mes tamil de Kathikai (sobre la primera semana de diciembre) y continúa surante diecisiete días acabando el primer domingo del mes tamil de Margazhi.
- Datos: Q7785250